# Klaus Berggreen
Klaus Berggreen (Virum, Dinamarca, 3 de febrero de 1958) es un exfutbolista danés, se desempeñaba como mediocampista. Fue internacional en 46 ocasiones con la selección de fútbol de Dinamarca.

## Clubes
| Club      | País      | Año         |
| --------- | --------- | ----------- |
| Lyngby BK | Dinamarca | 1975 - 1982 |
| AC Pisa   | Italia    | 1982 - 1986 |
| AS Roma   | Italia    | 1986 - 1987 |
| Torino FC | Italia    | 1987 - 1988 |
| Lyngby BK | Dinamarca | 1989 - 1990 |